# 扎利茲內 (基輔州)
50°12′2″N 30°21′11″E / 50.20056°N 30.35306°E
扎利茲內（烏克蘭語：Залізне）是位於烏克蘭北部的村莊，由基辅州法斯蒂夫區的赫萊瓦哈市鎮負責管轄。該村面積1.16平方公里，海拔高度177米，2001年人口373，人口密度每平方公里322.7人。